# Bnin (powiat włocławski)
Bnin – wieś w Polsce położona w województwie kujawsko-pomorskim, w powiecie włocławskim, w gminie Boniewo.
W latach 1975–1998 miejscowość administracyjnie należała do województwa włocławskiego.
W miejscowości znajduje się zachowany dworzec kolejki wąskotorowej z przełomu XIX i XX wieku.